# 城塞

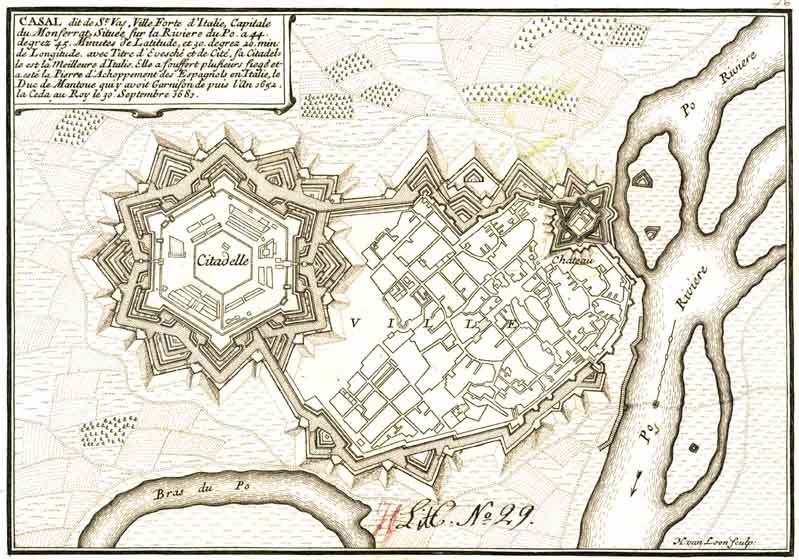
17世紀卡薩萊蒙費拉托城市的防禦計畫，星型的城塞位於城市左方。

城塞（英語：Citadel）是都市或城鎮的防禦加固區塊，可能會是一座要塞、城堡或防禦中心。
Citadel一词来源于拉丁文「Civis」，意为公民。另有说法“城塞”一词来源于近代早期意大利文「Cittadella」，意为“小城市”。

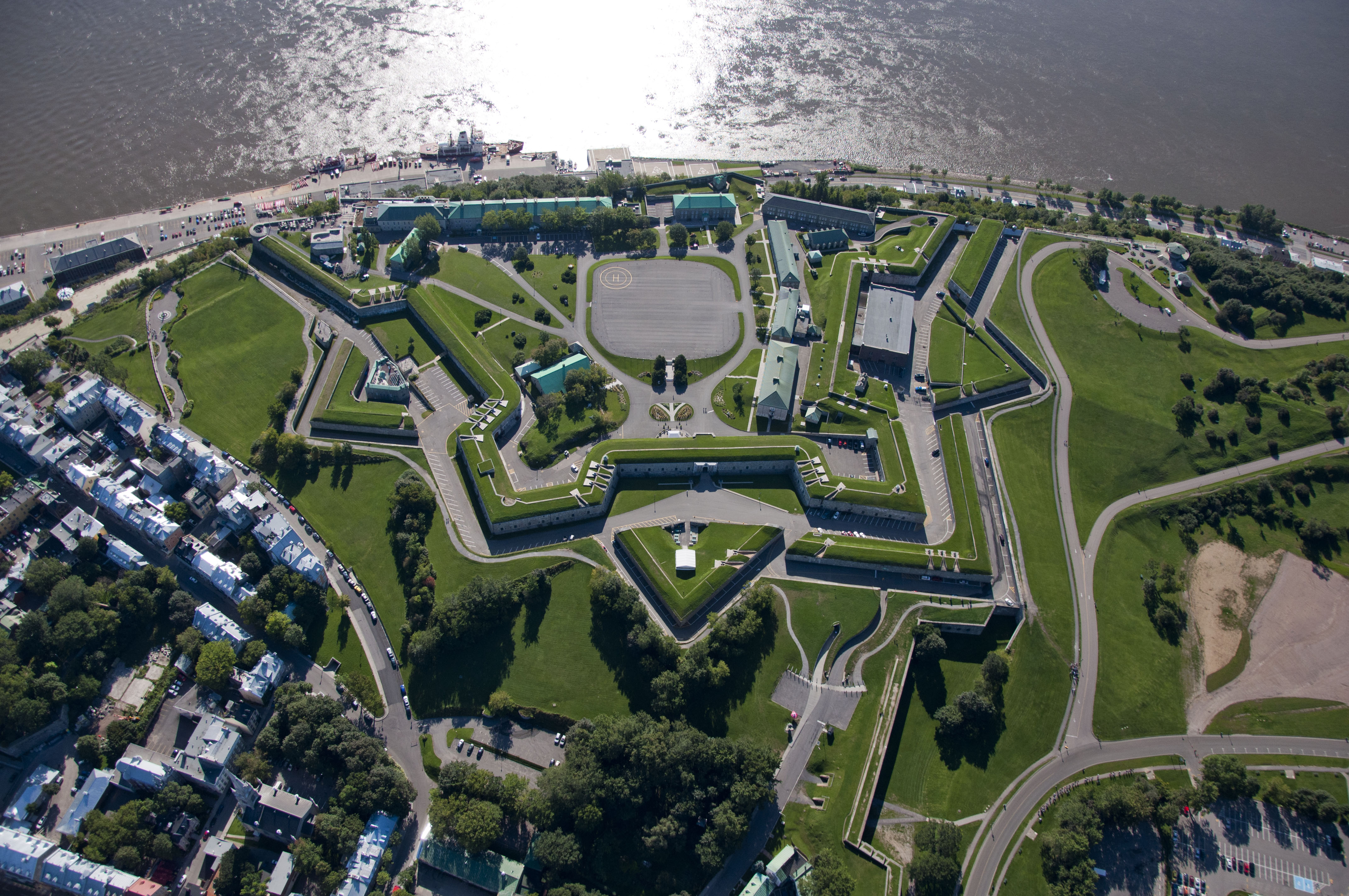
加拿大魁北克市的城塞。